# 임형준
임형준(林炯俊, 1974년 5월 10일 ~ )은 대한민국의 배우이다. 2남 중 차남, 둘째이다.

## 학력
- 서울정심국민학교
- 난곡중학교
- 남강고등학교
- 서울예술대학 연극과 졸업 (전문학사, 93학번, 동기동창으로 김수로, 이종혁, 김민교 등.)

## 데뷔
1999년 연극 '지하철 1호선'으로 연극을 시작하였다.

## 연기 활동

### 영화
| 연도 | 제목                        | 역할            | 비고     |
| ---- | --------------------------- | --------------- | -------- |
| 1998 | 쉬리                        | OP특공          |          |
| 2002 | 재밌는 영화                 | 대원 2          |          |
| 2002 | 라이터를 켜라               | 초등학교 동창   |          |
| 2003 | 황산벌                      | 부여태          |          |
| 2003 | 태극기 휘날리며             | 청년 단원       |          |
| 2004 | 인형사                      | 정기            |          |
| 2005 | 간 큰 가족                  | 조감독          |          |
| 2005 | 가문의 영광 2 - 가문의 위기 | 장경재          |          |
| 2006 | 맨발의 기봉이               | 택시기사        | 우정출연 |
| 2006 | 가문의 영광 3 - 가문의 부활 | 장경재          |          |
| 2006 | 누가 그녀와 잤을까?         | 섹스샵 사장     | 특별출연 |
| 2007 | 사랑방 선수와 어머니        | 성칠            |          |
| 2008 | 원스 어폰 어 타임           | 덕술            | 특별출연 |
| 2009 | 내 사랑 내 곁에             | 배석원          |          |
| 2010 | 무적자                      | 이형사          |          |
| 2011 | 가문의 영광 4 - 가문의 수난 | 장경재          |          |
| 2012 | 나는 왕이로소이다           | 장영실          |          |
| 2012 | 외사경찰                    | 오쿠다 마사히데 |          |
| 2013 | 공범                        | 심준영          |          |
| 2015 | 비밀                        | 신지철          |          |
| 2015 | 스피드                      | 박선생          |          |
| 2017 | 이웃집 스타                 | 김순덕 / 김기자 |          |
| 2017 | 범죄도시                    | 도승우          |          |
| 2018 | 너의 결혼식                 | 배씨            |          |
| 2018 | 성난황소                    | 최중연          |          |
| 2019 | 롱 리브 더 킹: 목포 영웅    | 한만섭          |          |
| 2020 | 용루각: 비정도시            | 최판사          |          |
| 2021 | 용루각2: 신들의 밤          | 최판사          |          |
| 2022 | 스텔라                      | 소동남          | 특별출연 |
| 2022 | 압꾸정                      | 임형준          |          |

### 드라마
| 연도 | 방송         | 제목                               | 역할        | 비고          |
| ---- | ------------ | ---------------------------------- | ----------- | ------------- |
| 2007 | OCN Movies 2 | 도시괴담 데자뷰 스와핑             | 김성호      |               |
| 2008 | OCN          | 과거를 묻지 마세요                 | 동근        |               |
| 2008 | SBS          | 불한당                             | 중식        |               |
| 2009 | KBS2         | 아이리스                           | 진사우 수하 |               |
| 2012 | tvN          | 제3병원                            | 민주안      |               |
| 2012 | JTBC         | 무자식 상팔자                      | 옷가게 손님 | 10회 특별출연 |
| 2014 | KBS2         | 감격시대: 투신의 탄생              | 고이치      |               |
| 2014 | MBC          | 운명처럼 널 사랑해                 | 최씨        |               |
| 2014 | MBC          | 드라마 페스티벌 - 오래된 안녕      | 고사장      |               |
| 2015 | MBC          | 앵그리맘                           | 오진상      |               |
| 2015 | KBS2         | 장사의 신 - 객주 2015              | 오득개      |               |
| 2017 | tvN          | 크리미널 마인드                    | 서진환      |               |
| 2019 | KBS2         | KBS 드라마 스페셜 웬 아이가 보았네 | 이장        |               |
| 2021 | KBS1         | 일일드라마 속아도 꿈결             | 금상구      |               |
| 2022 | Netflix      | 카지노                             | 조윤기      |               |
| 2025 | 디즈니+      | 파인: 촌뜨기들                     | 고석배      | 11부작        |

## 방송
- 2004년 SBS 《일요일이 좋다》
- 2009년 KBS 2TV 《천하무적 토요일》
- 2010년 MBC every1 《미인도》 ... MC
- 2014년 MBC 《리얼입대 프로젝트 - 진짜 사나이》
- 2016년 KBS 2TV 《수상한 휴가》
- 2016년 KBS 2TV 《노래싸움 - 승부》
- 2017년 MBC 《은밀하게 위대하게》
- 2018년 JTBC 《착하게 살자》 (특별출연)
- 2018년 MBC 《미스터리 음악쇼 복면가왕》 - 콕 던져버린다 배드민턴 <참가자>
- 2019년 MBC 《구해줘! 홈즈》
- 2020년 MBC 《구해줘! 홈즈》
- 2021년 SBS《신발 벗고 돌싱포맨》
- 2023년 tvN 《출장십오야》
- 2023년 SBS《신발 벗고 돌싱포맨》
- 2023년 MBC 《구해줘! 홈즈》
- 2023년 MBC 《황금어장 라디오스타》
- 2024년 SBS 《동상이몽2 너는 내운명》
- 2025년 TV CHOSUN 《조선의 사랑꾼》 - VCR 출연 (이경실 & 손보승 편)

## 수상
- 2014년 MBC 방송연예대상 올해의 뉴스타상
- 2014년 제34회 황금촬영상 남우조연상 ... 《공범》

1. ↑  임형준이 처음으로 출연하는 일일 드라마 작품.